# Felix Timmermans

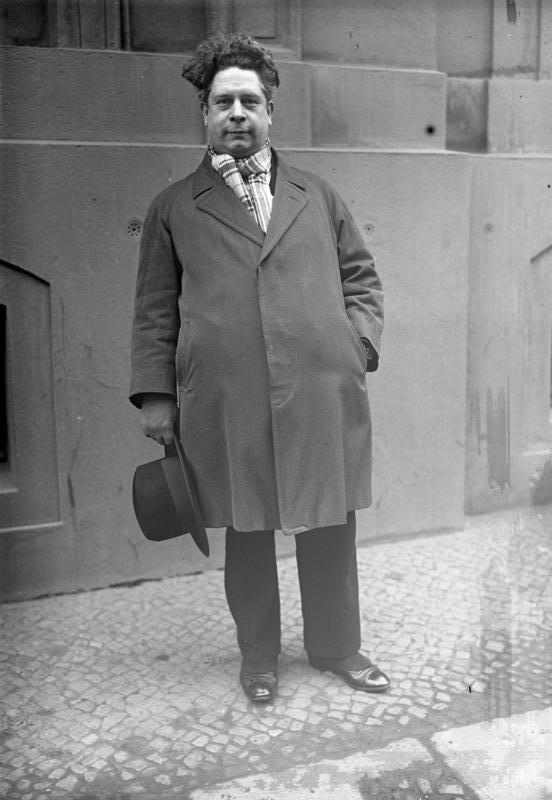
Felix Timmermans.

Leopold Maximiliaan Felix Timmermans (Lier, 5 de julio de 1886 – Lier, 24 de enero de 1947) es el autor más traducido de Flandes.
Timmermans nació en la ciudad belga de Lier, decimotercer hijo entre catorce hermanos. Falleció en la misma ciudad a la edad de 60 años. Fue un autodidacta y escribió teatro, novelas históricas, obras religiosas y poemas. Su obra maestra es el libro Pallieter (1916). Timmermans también escribió bajo el pseudónimo Polleke van Mehr.
Además de autor, fue pintor y dibujante.
Durante los primeros años de la Segunda Guerra Mundial, Timmermans fue editor del Volk nacionalista de Flandes. Por esta razón, y debido al Premio Rembrandt que recibió en 1942 de la Universidad de Hamburgo, fue considerado colaborador (quizás por error).

## Obras
- 1907 : Door de dagen. Indrukken van Polleke van Mehr (poemas)
- 1909 : "Ecce-Homo" en het bange portieresken (después llamado "Begijnhofsproken")
- 1910 : Schemeringen van de dood
- 1912 : Begijnhofsproken (omvattend : Binnenleiding - De waterheiligen - De sacrificie van zuster Wivina - De aankondiging of de strijd tussen Elias en de Antikrist - "Ecce-Homo" en het bange portieresken - Van zuster Katelijne en 't Lievevrouwken - Het fonteintje - Buitenleiding)
- 1916 : Pallieter
- 1917 : Het kindeke Jezus in Vlaanderen
- 1918 : De zeer schone uren van juffrouw Symforosa, begijntje (Las muy bellas horas de la Hermana Sinforosa, la beguinita. Trad. de Prof. Alberto Assa)
- 1919 : Boudewijn (fábula de animales en verso)
- 1921 : Anna-Marie
- 1921 : Karel en Elegast (adaptación)
- 1922 : De vier heemskinderen (adaptación)
- 1922 : Uit mijn rommelkast. Rond het ontstaan van "Pallieter" en "Het kindeke Jezus in Vlaanderen"
- 1922 : Mijnheer (obra de teatro)
- 1923 : Driekoningentriptiek
- 1923 : De ivoren fluit (cuentos cortos)
- 1924 : De pastoor uit den bloeyenden wijngaerdt
- 1924 : Pieter Brugel. Discurso pronunciado el 31 de mayo de 1924
- 1924 : Het keerseken in den lanteern (omvattend : De nood van Sinter-Klaas - Het masker - Het nachtelijk uur - In de koninklijke vlaai - 't Nonneke Beatrijs - Het verbeternishuis - De eeuwige stilte - Het eerste communiekantje - Het verksken - De begrafenis van Matantje - De verliefde moor - Zomerkermissen - O. L. Vrouw der visschen - Landelijke processie - De kerstmis-sater - Sint-Gommarus - De kistprocessie - Ambiorix)
- 1924 : En waar de sterre bleef stille staan (obra de teatro)
- 1924 : Het kleuterboek. Rijmpjes
- 1925 : Schoon Lier
- 1925 : De oranjebloemekens (en Vierde Winterboek van de wereldbibliotheek)
- 1926 : Naar waar de appelsienen groeien
- ? : En De Fortuin
- 1926 : Het hovenkierken Gods
- 1926 : Leontientje (obra de teatro)
- 1928 : Pieter Bruegel, zoo heb ik uit uwe werken geroken
- 1929 : Het werk van Fred Bogaerts (introducción de Felix Timmermans)
- 1930 : De hemelsche Salomé (toneelspel)
- 1931 : De wilgen (En "De stad")
- 1932 : De harp van Sint-Franciscus
- 1933 : Pijp en toebak (omvattend : De lange steenen pijp - Rond een plaats van portier - Het konijn - Het geheim der wilgen - In 't Kruis, café chantant - Het liefdekabinet - De moedwillige verkenskop - De heilige kraai - De dinsdagsche heilige - Het gehiem - De oranjebloemekens - Mademoiselle de Chanterie - Twee vertellingen voor mijne kinderen : De uil, Het zegevierend haasje)
- 1934 : De kerk van Strijthem (En Kerstboek 1934)
- 1934 : Bij de krabbekoker
- 1935 : Boerenpsalm
- 1936 : Het Vlaamsche volksleven volgens Pieter Breughel
- 1937 : Het jaar des heeren (Karl Heinrich Waggerl - traducido del alemán)
- 1938 : Het kindeke Jezus in Vlaanderen (adaptación para teatro de Karl Jacobs)
- 1938 : Het filmspel van Sint-Franciscus (obra de teatro)
- 1941 : De familie Hernat
- 1942 : Vertelsels (publicado en 1986) (comprende: De goede helpers, Perlamoena, De juwelendiefstal, De uil, Prinses Orianda en het damhert, Jef soldaat, Sint-Nicolaas en de drie kinderen, De dag der dieren, Anne-Mie en Bruintje, Het visserke op de telloor, Onze-Lieve-Heer en de koei, De bende van de Onzichtbare Hand, Het verken als kluizenaar, Pitje Sprot, De nood van Sinterklaas, Het zegevierend haasje, Het verkske, Jan de kraai)
- 1942 : Kindertijd (cuento en Bloei)
- 1943 : Die sanfte Kehle (obra de teatro originalmente titulada: De zachte keel) (reimpresión de 2006 por Felix-Timmermans Kring)
- 1943 : Minneke-Poes
- 1943 : Oscar Van Rompay (ensayo)
- 1943 : Isidoor Opsomer
- 1943 : Pieter Bruegel (obra de teatro)
- 1943 : Een lepel herinneringen
- 1944 : Vertelsels II
- 1944 : Anne-Mie en Bruintje
- 1945 : Vertelsels III
- 1947 : Adagio (poemas)
- 1948 : Adriaan Brouwer
- xxxx : Lierke-Plezierke
- 1965 : Brevarium (comprende: De zeer schone uren van juffrouw Symforosa, begijntjen - Driekoningentryptiek - Het hovenierken Gods - Ik zag Cecilia komen - Minneke Poes)
- xxxx : Felix Timmermans vehaalt (comprende: Mijn rommelkas - Het verksken - Ik zag Cecilia komen - In de koninklijke vlaai - De bombardon - O. L. Vrouw der vissen - De kerstmis-sater - De uil - De moedwillige varkenskop - De lange steenen pijp - De nood van Sinter-Klaas)
- xxxx : De goede helpers en andere verhalen (comprende: De goede helpers - Het verken als kluizenaar - Perlamoena - De juwelendiefstal - Het verksken - Prinses Orianda en het damhert - Jef Soldaat - De bende van de onzichtbare hand - Jan de Kraai - De nood van Sinter-Klaas - Sint-Nikolaas en de drie kinderen - Pitje Sprot - Het visserke op de telloor - Het zegevierende haasje - Onze Lieve Heer en de koei)
- 1969 : Jan de Kraai en andere verhalen (comprende: Jan de Kraai - Onze Lieve Heer en de koei - De nood van Sinter-Klaas - In de koninklijke vlaai - Het verbeternishuis - Het verksken - Ambiorix - In 't Kruis, café-chantant - De kistprocessie)
- 1971 : Met Felix Timmermans door Vlaanderen (comprende: Voorwoord door Lia Timmermans - Pallieter - De zeer schone uren van Juffrouw Symforosa, begijntjen - Pieter Bruegel, zo heb ik U uit Uw werken geroken - Boerenpsalm - Ik zag Cecilia komen - De pastoor uit den bloeyenden wijngaerdt)
- 1993 : Pallieter in Holland - Uit mijn rommelkas - Een lepel herinneringen